# Gurtstraffer
Der Gurtstraffer, auch Gurtstrammer, zählt, wie der Airbag auch, zum sogenannten passiven Sicherheitssystem eines Fahrzeuges. Er hat die Aufgabe, bei einem Unfall die Sicherheitsgurte zu straffen, damit der Fahrzeuginsasse früher an der Gesamtverzögerung des Fahrzeuges teilnimmt. Dazu wird der Gurt innerhalb von ca. 10–15 Millisekunden um bis zu 15 cm angezogen. Sinnvoll ist dies insbesondere dann, wenn dicke Kleidung ein straffes Anliegen des Gurtes am Körper verhindert.
Der Gurtstraffer kann entweder im Gurtaufroller, unterhalb des Gurtschlosses und/oder an der Verankerung des Gurtes integriert sein. Als Energielieferant wird entweder eine gespannte Feder oder eine kleine Sprengladung verwendet.
Bei ordnungsgemäßem Gebrauch bringen aktuelle Gurtstraffer ca. 2 kN Kraft auf die Schulter, wenn der Gurt bereits straff anlag. Dies führt bei ordnungsgemäßem Gebrauch nur in Ausnahmefällen zu Verletzungen. Um nach dem Straffen des Gurtes in der Vorverlagerungsphase des Insassen die Kräfte nicht zu stark anwachsen zu lassen, wurde der sogenannte Gurtkraftbegrenzer entwickelt.

## Historie
Mercedes-Benz stellte auf dem Genfer Auto-Salon im Jahr 1981 einen Gurtstrammer für den Beifahrer in der S-Klasse vor und führte ihn damit erstmals in den Serienautomobilbau ein. Der Gurtstrammer war in der Aufrollvorrichtung des Gurtes in der B-Säule angebracht und arbeitete mit einem Treibsatz, der auf einen Kolben wirkte. Dadurch wurde ein Flüssigkeitsstrahl auf die Schaufeln eines kleinen Turbinenrades geleitet, welches das Rad der Aufrollachse in Drehbewegung versetzte. Innerhalb von 12 Millisekunden wurde so der Gurt gestrafft. Laut einer Studie der BASt waren im Jahr 2017 etwa 88 Prozent aller Fahrzeuge in Deutschland mit Gurtstraffern ausgestattet.

## Vorgang

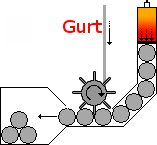
Schema eines pyrotechnisch angetriebenen Gurtstraffers

Das Airbagsteuergerät löst den Gurtstraffer aus, wenn es über die Sensorik Informationen über eine Kollision erhält. Die Auslöseschwelle kann unter Umständen niedriger liegen als die des Airbags, zum Beispiel bei niedriger Geschwindigkeit. Somit kann es dazu kommen, dass zwar der Gurtstraffer auslöst, der Airbag jedoch nicht. Bei modernen Autos prüfen Sensoren zusätzlich, ob sich jemand im Sitz befindet und der Gurt angelegt ist. Falls dies nicht der Fall sein sollte, unterbleibt die Auslösung.
Es gibt mehrere Bauarten von Gurtstraffern:
- Relativ häufig sind Rotationsstraffer. Die Steuereinheit löst im Gurtaufroller eine pyrotechnische Treibladung aus, deren Gasdruck Stahlkugeln im Aufroller beschleunigt. Diese geben ihre Bewegungsenergie an ein Zahnrad auf der Welle des Gurtaufrollers ab. Die Drehung des Zahnrads rollt den Gurt weiter auf, der dann straff am Passagier anliegt. Bei der Gurtschlossausführung wird der Gasdruck der Treibladung an einen Kolben unter dem Sitz abgegeben, der über ein Stahlseil das Gurtschloss schlagartig nach hinten-unten zieht und so den Gurt strafft.
- Weitere Funktionsweisen sind zum Beispiel: Seilstraffer, Rohrstraffer und Wankelstraffer (ein Kreiskolbenmotor, ähnlich dem Wankelmotor). Statt einer pyrotechnischen Treibladung kann auch eine gespannte Feder die notwendige Kraft aufbringen.
- Eine moderne, jedoch vergleichsweise teure Ausführung ist der reversible Gurtstraffer.[4] Dabei wird zusätzlich zum pyrotechnischen Gurtstraffer ein elektrischer Antrieb verwendet, welcher den Gurt mit einer geringeren Kraft (beispielsweise 100–200 N) straffen kann. Der reversible Gurtstraffer kann aufgrund seiner mehrfachen Benutzbarkeit schon während einer Gefahrensituation eingesetzt werden, ohne dass es tatsächlich zum Unfall kommen muss.

## Nachteile
Ein pyrotechnischer Gurtstraffer kann, wie der Airbag, nur einmal verwendet werden. Ein ausgelöster Gurtstraffer wird bei manchen Autoherstellern durch eine gelbe oder rote Lasche am Gurtstraffungsmechanismus angezeigt.
Wie auch beim Airbag müssen bei der Verschrottung eines Fahrzeuges spezielle Sicherheitsregeln für die Demontage beachtet werden, damit nicht versehentlich der Gurtstraffungsmechanismus ausgelöst wird und dies zu Verletzungen führt. Auch bei der patientengerechten Rettung kann ein Gurtstraffer problematisch sein, da er unter Umständen beim Durchtrennen der B-Säule mit der Schere auslöst und dabei Patienten oder Einsatzkräfte verletzen kann. Die B-Säule sollte daher möglichst hoch (über dem Gurtstraffer) durchtrennt werden.
Grundsätzlich gilt, dass der Sicherheitsgurt im Auto möglichst straff angelegt werden sollte und keinesfalls verdreht sein darf. Sonst kann es bei einem Unfall zu Verletzungen durch den Gurt kommen.